# انتخابات مجلس شورای اسلامی (۱۳۷۱)
انتخابات چهارمین دورهٔ مجلس شورای اسلامی، در ۲۱ فروردین ۱۳۷۱ برگزار گردید و در تاریخ ۷ خرداد ۱۳۷۱ اولین جلسه مجلس برگزار گردید.. مشارکت در سراسر کشور ۵۷٫۸۱ ٪ و در تهران ۳۹٪ بود. از مجموع ۳۴٬۷۶۳٬۹۲۷ نفر واجد شرایط رای ریزی مجموع ۱۸٬۷۶۷٬۰۴۲ رای معادل ۵۷٫۸۱٪ به صندوق‌ها ریخته شد. جامعه روحانیت مبارز با  به دست آوردن ۱۳۴ کرسی، اکثریت مجلس چهارم را به دست گرفت. در نهایت و پس از برگزاری دور دوم انتخابات، جامعه روحانیت مبارز و حامیان مستقلش، حدود سه چهارم کرسی‌های مجلس را به دست آورند. ۱۶۲ نفر از منتخبین مجلس چهارم، برای اولین بار به مجلس راه پیدا کرده بودند.
رئیس مجلس علی اکبر ناطق نوری و نائب رئیسان حسن روحانی، سید اکبر پرورش، محمدعلی موحدی‌کرمانی، حسین هاشمیان بودند.

## یادداشت
1. ↑  انصراف داد
2. ↑  کرسی‌های به دست آمده در دور اول انتخابات